# Фрунзенський район (Санкт-Петербург)
Фрунзенський район — адміністративно-територіальна одиниця на південному сході Санкт-Петербурга.
Район межує з Адміралтейським, Невським, Центральним, Московським, Пушкінським і Колпінським районами. Площа району дорівнює 37,469 км² і займає майже 6 % території міста. Тут мешкає 394972 особи (2019 рік). Названо на честь Михайла Фрунзе, одного з найбільш відомих воєначальників Червоної Армії під час Громадянської війни у Росії. Станом на 2012 рік у Фрунзенському районі 37 вулиць, 6 проспектів, 6 провулків, 4 проїзду, площі 3, 2 набережні, 1 бульвар, 1 дорога, 1 алея і 1 шосе. На території району розташовано 1086 житлових будинків із загальною кількістю квартир в 157,5 тис. і площею 8,4 млн м2. За якістю життя Фрунзенський район займає середнє 9 місце з 18 районів Петербурга.

## Історія
На території, що сьогодні належить Фрунзенському району розташовувалося кілька селищ, найдавнішим з яких було Волкове сільце. У літописі XVI століття Водської п'ятини згадується поселення Судола. Більшість істориків прийшли до висновку, що мова йде про одне поселення, але з різними іменами. Поселення розташовувалося на березі Сетуя, нині річки Волковки. Крім Судоли письмові джерела вказують на наявність інших поселень. У більш пізніх хроніках згадується сільце Купчинова, що також присутнє к шведських джерелах. При завоюванні територій шведами, на карті місцевості замість слов'янських з'являються нові фінські населені пункти.
В 1703 році територія опиняється під контролем Московського царства де починає будуватися місто Петра І на Неві. На території майбутнього району почали зводити Ліговський канал, один з найбільших проектів Петра I. Деякий час канал використовували як сховище питної води. Пізніше тут побудували перший дерев'яний водогін, по якому вода подавалася до особливо важливих будівель того періоду. Канал був частково засипано й поглинено містом.
У XVIII – XIX на даній території розташовувалося безліч візницької дворів, питних будинків й чайних, що породило погану репутацію даній частині міста. З 1769 по 1833 роки тут зводився Обвідний канал, спочатку задуманий як рів для прикордонних й митних цілей і як захисна споруда від повеней. В результаті Обвідний канал до XIX століття перетворюється у важливу судноплавну артерію міста. Береги каналу стали швидко забудовуватися новими будівлями і поблизу почав розвиватися новий промисловий район.
У 1837 році тут була відкрита перша залізниця в Росії, яка з'єднувала Петербург і Царське Село. Карти міста середини XIX століття визначали майбутній Фрунзенський район як поліцейську «Каретну частину», в неї входили Ліговка, сільце Волкове й Волкове поле. Обвідний канал вважався межею міста. До кінця XIX століття територія почала забудовуватися новими житловими районами, а місцевість стала називатися Олександро-Невська поліцейська частина.
До початку XX століття межа міста розширилася до траси майбутньої вулиці Салова, у південній частині майбутнього району перебували пустирі і городи. В 1917 році Олександро-Невська поліцейська частина була скасована, так територія стала частиною «Першого Міського району» з 1922 — Володарського району і з 1930 року — увійшла до складу Московського району.
Фрунзенський район було утворено 9 квітня 1936 року з частин скасованого Центрального й Смольнинського районів, хоча ще тоді багато його південних територій продовжували відноситися до складу Московського району. Сучасні кордони Фрунзенський район придбав у 1961 році. На південній частині району, де ще розташовувалися селища, почалося масове зведення панельних будинків-хрущовок, які й донині становлять більшу частину будівель. Зводилися в основному будинку 504, 606, 600.11 серій. Уздовж проспекту Слави і Бухарестської вулиці побудовані будинки за індивідуальними проектами. До 1973 року вся територія району за межами Обвідного каналу була повністю перебудована. Це призвело до того, що всі адміністративно-господарські органи району та необхідна інфраструктура розташовувалися на північній частині району, що породжувало нові незручності. Така ситуація зберігалася до 1980-х і 1990-х років.
У період з 2008 по 2012 року завершилося будівництво 1-ї черги Фрунзенського радіусу 5-ї лінії Петербурзького Метрополітену і було відкрито 4 нові станції: Обвідний Канал, Волковська, Бухарестська і Міжнародна. Частково це позбавило район від транспортної ізоляції. Не раніше 2019 року до відкриття плануються ще 3 станції, що будуть охоплювати всю південну частину району.
У листопаді 2017 року було запропоновано перейменувати Фрунзенський район на Купчинський (за історичної назви) в ході боротьби з революційними назвами. Однак пропозиції не були почуті.

## Склад району
Муніципальні утворення:
- Волковське муніципальний утворення № 71 - 58382 осіб,
- Муніципальне утворення № 72 - 66679 осіб,
- Купчино муніципальне утворення № 73 - 52150 осіб,
- Георгіївське муніципальне утворення № 74 - 89119 осіб,
- Муніципальне утворення № 75 - 51818 осіб,
- Балканське муніципальне утворення № 76 - 76824 осіб.

### Злочинність
За даними на 2013 рік, за рівнем злочинності Фрунзенський район займає 4 місце від кінця списку, таким чином залишаючись одним з найбільш безпечних районів у місті, одночасно частка тяжких злочинів найвища і становить 55%, що породило серед населення Пітера переконання того, що Фрунзенський є найнебезпечнішим районом у місті, навіть незважаючи на це, він залишається безпечніше центральних районів Петербурга.

## Транспорт
Розвинене тролейбусне, трамвайне і автобуснесполучення. У грудні 2008 року відкрита станція метро «Волковська», в 2010 році — станція «Обвідний канал», у 2012 році — станції «Міжнародна» та «Бухарестська».

### Дороги
На території Фрунзенського району 59 доріг:
- федеральні — протяжність 3086 м.
- територіальні — 26 протяжністю 72160 м.
- районні — 32 протяжністю 35850 м.

Загальна протяжність доріг Фрунзенського району (включаючи бічні проїзди) складає 122 км, а їх площа — 2663 тис. м2.

### Метро
До 2008 року в районі розташовувалася лише одна станція метро на самому півдні, через що район існував в умовах транспортної ізоляції, після відкриття 4 нових станцій ситуація кардинально змінилася у кращу сторону однак умови ізоляції зберігаються на півдні району, де на даний момент ведеться будівництво ще трьох нових станцій. Також через район планується провезти шосту лінію, яка повинна спростити пересування в західно-східному напрямку, минаючи центр міста.
- «Купчино» (1972 рік)
- «Обвідний канал» (2010 рік)
- «Волковська» (2008 рік)
- «Бухарестська» (2012 рік)
- «Міжнародна» (2012 рік)
- «Проспект Слави» (2019 рік) (будується)
- «Дунайська» (2019 рік) (будується)
- «Шушари» (2019 рік) (будується)
- «Каретна» (2027 рік) (проектується) (пересадочна на станцію «Обвідний канал»)
- «Романовська» (термін не позначений) (в планах) (пересадочна на станцію «Міжнародна»)

## Економіка, фінанси і торгівля
Провідне місце в економіці Фрунзенського району займає промисловий комплекс, представлений широким переліком переробних виробництв. Обробні виробництва, на частку яких припадає 64,4 % відвантаженої продукції, визначають специфіку і значущість промисловості для економіки району. Фрунзенський район входить в число найбільших районів Санкт-Петербурга за кількістю платників податків. За останні 5 років кількість платників податків, які живуть тут, виросло на 4213 одиниць. В даний час у Фрунзенському районі — 656 магазинів, 582 підприємства побутового обслуговування (на 3,2 тисячі робочих місць), 325 підприємств громадського харчування (на 17,8 тисяч посадкових місць). За кількістю магазинів пішохідної доступності район займає провідне становище в місті.

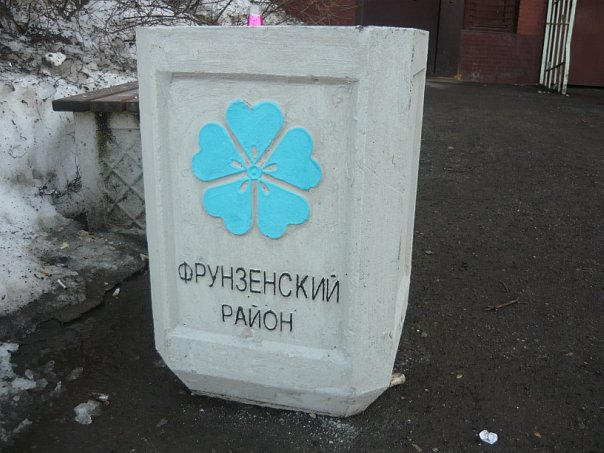
Урна з логотипом Фрунзенського району

## Освіта
У Фрунзенському районі здійснюють свою діяльність 133 освітніх установ, підвідомчих адміністрації Фрунзенського району: 80 – дошкільних освітніх установ; 47 – загальноосвітніх установ; 1 – корекційний інтернат № 37; 1 – Палац дитячої (юнацької) творчості; 1 – Центр естетичного виховання; 1 – Центр дитячої (юнацького) технічної творчості «Мотор»; 1 – дитячий будинок (№ 11); 1 – Інформаційно-методичний центр. А також 13 – середніх спеціальних навчальних закладів (ліцеї, коледжі, училища); 8 – вищих навчальних закладів .
Всього в освітніх закладах Фрунзенського району навчається 27557 дітей. В дошкільних освітніх закладах Фрунзенського району виховується 14234 дитини.

## Охорона здоров'я
На території Фрунзенського району розташовано 19 медичних закладів, з них 10 медичних установ, що підпорядковані безпосередньо відділу охорони здоров'я адміністрації Фрунзенського району.
| СПб ГБУЗ "Міська поліклініка №19"                                                      | 192238, Санкт-Петербург Празька вул., д. 11              |
| СПб ГБУЗ "Міська поліклініка №19" Амбулаторно-поліклінічне відділення                  | 192007, Санкт-Петербург Воронезької вул., д. 104         |
| СПб ГБУЗ "Міська поліклініка №19" Дитяче поліклінічне відділення №43                   | 192212, Санкт-Петербург Будапештська вул., 6 д.          |
| Дитяче поліклінічне відділення №41 СПб ГБУЗ "Міська поліклініка №44"                   | 192212, Санкт-Петербург, Будапешт вул., будинок 25       |
| СПб ГБУЗ "Міська поліклініка №44"                                                      | 192071, Санкт-Петербург Будапештська вул., д. 20         |
| Жіноча консультація № 19 СПб ГБУЗ "Міська поліклініка № 44"                            | 192212, Санкт-Петербург, вул Празька, будинок 12         |
| СПб ГБУЗ "Міська поліклініка №56 адміністрації Фрунзенського району"                   | 192241, Санкт-Петербург Празька вул., д. 40              |
| СПб ГБУЗ "Міська поліклініка №56" Дитяче поліклінічне відділення №48                   | 192241, Санкт-Петербург Празька вул., д. 38              |
| СПб ГБУЗ "Міська поліклініка №78"                                                      | 192239, Санкт-Петербург Будапештська вул., д. 63, корп.2 |
| СПб ГБУЗ "Міська поліклініка №78" Дитяче поліклінічне відділення №32                   | 192239, Санкт-Петербург Будапештська вул., д. 66, корп.2 |
| СПб ГБУЗ "Міська поліклініка №109"                                                     | 192283, Санкт-Петербург вул. О. Дундича, д. 8, корп.2    |
| СПб ГБУЗ "Міська поліклініка №109" Поліклінічне відділення № 5                         | 192284, Санкт-Петербург Купчинська вул., д. 5, корп.1    |
| СПб ДНЗ "Міська поліклініка №109" Дитяче поліклінічне відділення №3                    | 192284, Санкт-Петербург Купчинська вул., д. 4            |
| СПб ГБУЗ "Міська поліклініка №109" Дитяче поліклінічне відділення №64                  | 192283, Санкт-Петербург вул. О. Дундича, д. 26           |
| СПб ГБУЗ "Стоматологічна поліклініка №15"                                              | 190018, Санкт-Петербург Заміський пр. д. 48              |
| СПб ГБУЗ "Стоматологічна поліклініка №29"                                              | 192284, Санкт-Петербург Будапештська вул., д. 69 корп.1  |
| СПб ГКУЗ "Психоневрологічний диспансер"                                                | 198013, Санкт-Петербург Під'їзної пер, д. 21             |
| СПб ГКУЗ "Спеціалізований будинок дитини №3 (психоневрологічний) Фрунзенського району" | 192289, Санкт-Петербург Загребський б-р, д. 42           |
| СПб ГКУЗ "Протитуберкульозний диспансер №17"                                           | 191119, Санкт-Петербург Борова вул., д. 1                |

## Молодіжна політика

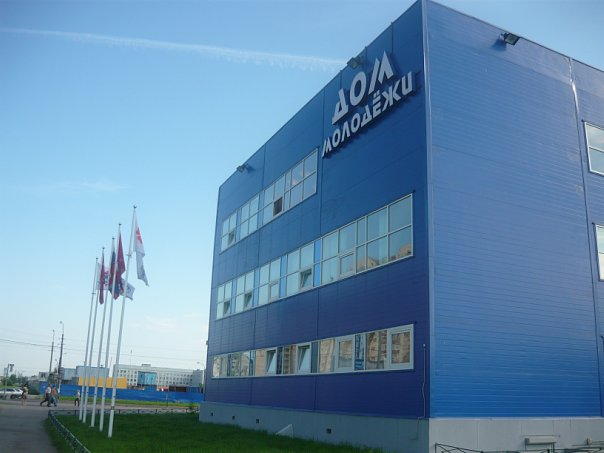
Будинок Молоді на Бухарестської вулиці

Однією з основних завдань молодіжної політики є соціальна підтримка підлітків та молоді, організація їх дозвілля, допомога талановитим і творчо обдарованим молодим людям. В районі працює Державна установа "Підлітково-молодіжний розважальний центр «Фрунзенський». На базі 21 підлітково-молодіжного клубу діє 190 гуртків та секцій, в яких займається понад 6500 дітей і підлітків, з них більше половини — безплатно.
На Софійській вулиці, б. 47, к. 1 працює підлітково-молодіжний клуб «Старт». У ньому займаються малюки, підлітки та дорослі. Заняття проводять педагоги і тренери високої кваліфікації. Секції та гуртки: комп'ютерні курси, футбол для школярів та дошкільнят, великий теніс, ояма-карате, бальні танці, акробатичний рок-н-рол, фортепіано і хор, гітара, архітектурно-художня студія «Ракурс» — лауреат численних фестивалів і конкурсів, розвиваюче малювання для дошкільнят (ранкові та вечірні групи), а також підготовка до школи. У 2011-2012 навчальному році планується відкриття ранкових груп для малюків (з 3 років): гімнастика, хор і група раннього розвитку.

## Культура
В районі представлена мережа різноманітних установ культури і дозвілля: централізована бібліотечна система, яка включає 13 масових бібліотек; СПб ДЗК «Дитячий кінотеатр „Чайка“»; школа мистецтв, музична школа, дитяча художня школа; Державний дитячий льодовий театр; музей — некрополь «Лиітераторські містки» — філія музею міської скульптури. Концертно-театральний зал представлений у вигляді БК "Залізничників".